# Бірккаршпітце
47°24′41″ пн. ш. 11°26′15″ сх. д. / 47.411389° пн. ш. 11.4375° сх. д.
Бірккаршпітце (нім. Birkkarspitze) — гора гірського пасма Карвендель системи Північних Вапнякових Альп в австрійській землі Тіроль (округ Інсбрук-Ланд). Найвища вершина масиву Карвендель (2749 м).
Бірккаршпітце складається з вапняку формації Веттерштайн із верхнього тріасу з морськими водоростями, які мешкали в тропічному кліматі в мілководних лагунах.
Бірккаршпітце є вершиною пасма Гінтероталь-Фомпер з висотою 2749 м над рівнем моря. Це найвища гора масиву Карвендель. Разом із трьома вершинами групи Одкаршпітцен він утворює потужний центр у центрі Карвенделя.

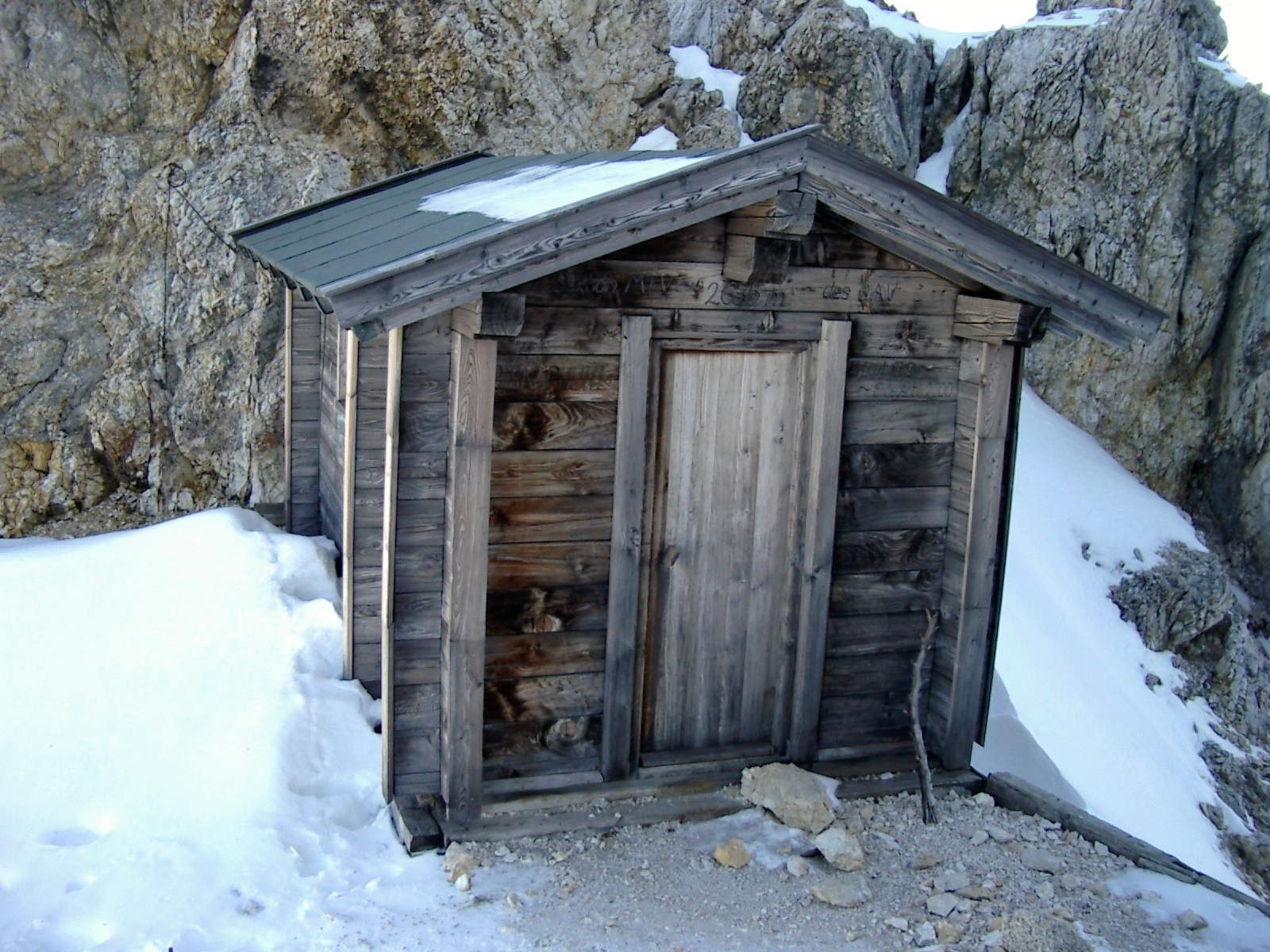
Будиночок на висоті 2635 м біля Бірккаршпітце (2749 метрів), найвищої вершини Гір Карвендель, Австрійський Тіроль

На Бірккаршпітці можна піднятися з Карвендельхауса за 2—3 години через Шлоххкар та через перевал Шлохкарсаттель (2635 м). За кілька метрів на схід від Шлохкарсаттель розташована хатина Бірккар (2640 м), бівуак, від якого веде шлях до вершини. Сходження з півдня від Гінтероталь можливий через ущелину Бірккарк та західний Бірккар.
Перше сходження здійснив 6 липня 1870 Герман фон Барт. Сходження головного героя на Бірккаршптиці зображено в романі «Ніч ніжна» (1934).